# Omar Marmoush
Omar Khaled Mohamed Abd Elsala Marmoush (în arabă عُمَر خَالِد محمد عبد الصلاة مَرْمُوش; n. 7 februarie 1999, Cairo, Egipt) este un fotbalist egiptean care evoluează pe postul de atacant la Manchester City și la echipa națională de fotbal a Egiptului.

## Cariera pe echipe

### Wadi Degla
Marmoush și-a făcut debutul profesionist pentru Wadi Degla în Prima Ligă de Fotbal din Egipt pe 8 iulie 2016, ca înlocuitor în meciul împotriva lui Al Ittihad Alexandria Club, care s-a încheiat cu o victorie cu 3–2. În total, a jucat șaisprezece meciuri în campionat pentru Wadi Degla și a marcat două goluri, înainte de a se muta la VfL Wolfsburg II în 2017.

### VfL Wolfsburg
Pe 26 mai 2020, Marmoush și-a făcut debutul profesionist pentru Wolfsburg în victoria cu 4-1 din Bundesliga împotriva lui Bayer Leverkusen pe BayArena. Marmoush a semnat primul său contract profesionist pentru club pe 23 iunie. Pe 5 august 2020, și-a făcut debutul european într-o înfrângere cu 3-0 (5-1 global) împotriva lui Șahtar Donețk în optimile de finală ale UEFA Europa League. Marmoush s-a întors la Wolfsburg după sezonul său revoluționar în Bundesliga cu Stuttgart și a primit tricoul cu numărul 33.

#### FC St. Pauli (împrumutat)
Pe 5 ianuarie 2021, Marmoush a fost împrumutat la FC St. Pauli pentru restul sezonului. A jucat 21 de meciuri și a marcat șapte goluri pentru club.

#### VfB Stuttgart (împrumut)
Pe 30 august 2021, Marmoush a fost împrumutat la VfB Stuttgart până la sfârșitul sezonului. A marcat golul egalări în ultimul minut împotriva lui Eintracht Frankfurt la debut. Ulterior, a fost numit debutantul lunii din Bundesliga în septembrie 2021. Pe 11 decembrie 2021, Marmoush s-a confruntat cu clubul său părinte, Wolfsburg, și a asistat la golul lui Konstantinos Mavropanos, iar în minutul 79, Marmoush a făcut un penalty și a ratat lovind tentativa de panenka de pe bară. Marmoush a fost, de asemenea, numit debutantul lunii din Bundesliga în martie 2022. Și-a încheiat perioada de împrumut după ce a marcat trei goluri în 21 de meciuri.

#### Revenire la Wolfsburg
Pe 30 iulie 2022, Marmoush a marcat primul său gol pentru Wolfsburg într-un meci încheiat 1-0 din prima rundă a DFB-Pokal împotriva lui Carl Zeiss Jena. Marmoush a marcat primul său gol în Bundesliga pentru club într-o victorie cu 3–2 în fața fostului său club împrumutat VFB Stuttgart. Pe 24 ianuarie 2023, Marmoush a marcat primul său gol în 2023 într-o victorie la scor de 5-0 împotriva lui Hertha BSC, care lupta pentru a evita retrogadarea. Marmoush a înscris din nou împotriva fostei sale echipe Stuttgart, marcând singurul gol în victoria cu 1-0 pe MHPArena. Marmoush a încheiat sezonul cu 36 de apariții, șase goluri și un assist în toate competițiile.

### Eintracht Frankfurt
Pe 15 mai 2023, a fost anunțat că Marmoush se va alătura lui Eintracht Frankfurt cu un transfer gratuit înainte de sezonul 2023-2024 și a preluat tricoul cu numărul șapte.

### Manchester City
La 23 ianuarie 2025, Manchester City a anunțat semnarea lui Marmoush pe o durată a contractului de patru ani și jumătate pentru o sumă care s-a ridicat la 59 de milioane de lire sterline. Și-a făcut debutul pentru club pe 25 ianuarie, într-o victorie în campionat cu 3-1 pe teren propriu împotriva lui Chelsea.

## Cariera la echipa națională
Marmoush a fost inclus în lotul Egiptului pentru Cupa Africii pe Națiuni U-20 2017 din Zambia. A avut două apariții în cadrul turneului, în care Egiptul a fost eliminat în faza grupelor.
Marmoush a fost, de asemenea, eligibil să joace pentru Canada, înainte de a alege să reprezinte echipa națională a Egiptului în octombrie 2021.
Pe 8 octombrie 2021, Marmoush și-a făcut debutul pentru echipa națională a Egiptului și a marcat singurul gol într-o victorie cu 1-0 asupra Libiei.
La 29 decembrie 2021, Marmoush a fost numit în echipa Egiptului de 28 de jucători pentru Cupa Africii pe Națiuni 2021. A jucat în toate cele trei meciuri din faza grupelor, precum și în toate cele patru meciuri eliminatorii în drumul spre finala împotriva Senegalului, care s-a încheiat cu o înfrângere cu 4–2 la penalty-uri pentru Egipt.
La 19 martie 2022, Marmoush a fost convocat pentru meciurile din turul trei de calificare ale Egiptului pentru Cupa Mondială din 2022 împotriva Senegalului. A jucat în ambele meciuri, Egiptul fiind învins cu 3–1 la penalty-uri și eliminat din competiția la Cupa Mondială. Pe 27 septembrie, Marmoush a marcat golul de deschidere, când Egiptul a învins Liberia cu 3-0 într-un meci amical.
Pe 24 martie 2023, Marmoush a marcat al doilea gol pentru Egipt într-o victorie cu 2-0 în fața Malawii în timpul calificărilor pentru Cupa Africii pe Națiuni din 2023. Patru zile mai târziu, el a marcat într-o victorie cu 4-0 în deplasare împotriva aceluiași adversar. La Cupa Africii pe Națiuni din 2023, Marmoush a marcat golul egalări din remiza cu scorul de 2–2 împotriva Ghanei, pentru a ajuta Egiptul să se califice în optimile de finală.

## Titluri
VfL Wolfsburg II
- Regionalliga Nord: 2018–19[24]

Egipt
- Subcampionul la Cupa Africii Națiunilor : 2021[25]

Individual
- Jucătorul lunii din Bundesliga: septembrie 2024,[26] noiembrie 2024[27]
- Debutantul lunii din Bundesliga: septembrie 2021, martie 2022[8]